# 红纤维虾海藻
红纤维虾海藻（学名：Phyllospadix iwatensis），为眼子菜科虾海藻属下的一个植物种。